# Jüdischer Friedhof (Zons)

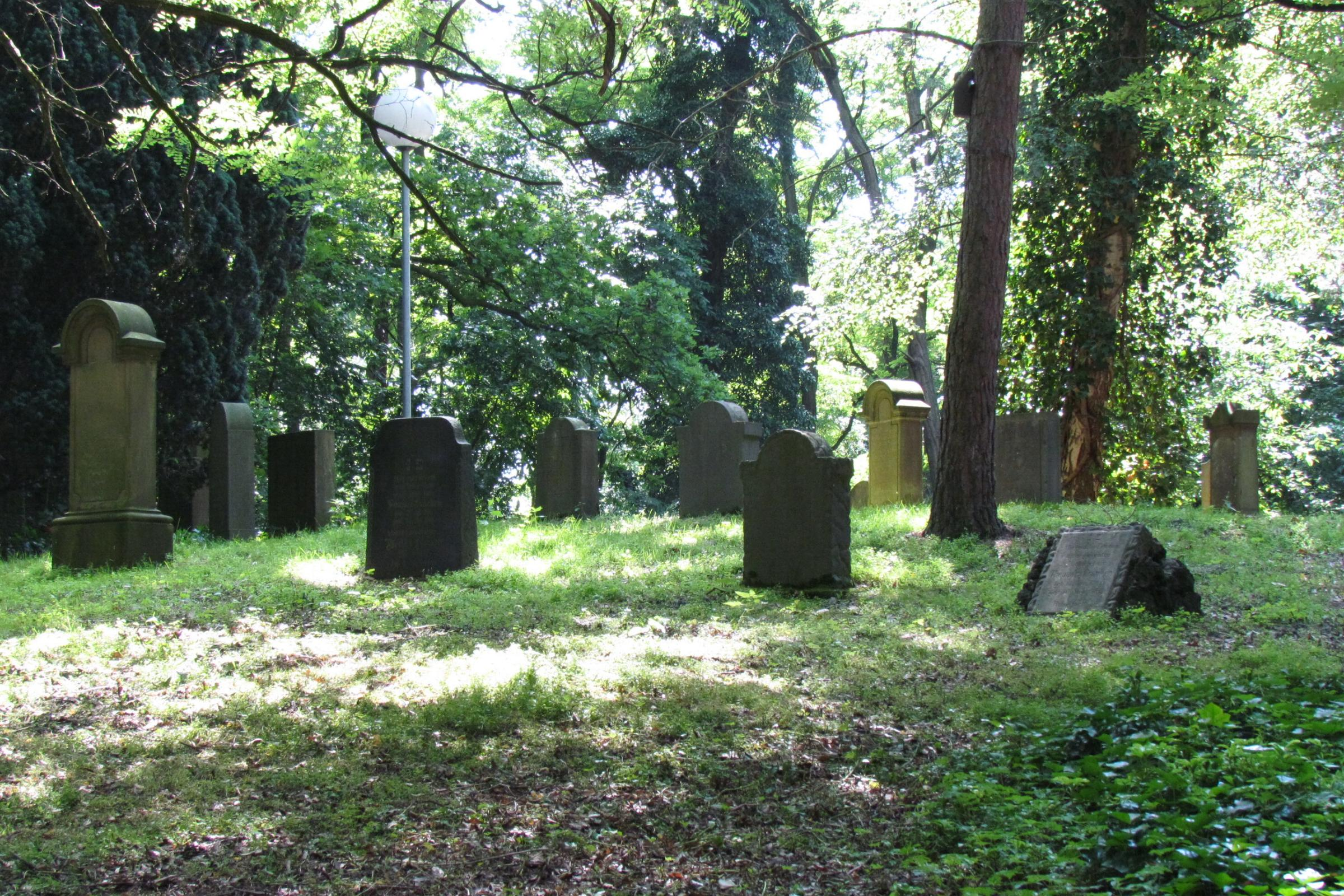
Jüdischer Friedhof in Zons

Der Jüdische Friedhof Zons ist ein jüdischer Friedhof im Stadtteil Stadt Zons der Stadt Dormagen im Rhein-Kreis Neuss (Nordrhein-Westfalen).
Auf dem Friedhof, der an der Nievenheimer Straße in der Zonser Heide liegt, befinden sich 25 Grabsteine und zahlreiche Fragmente. Belegt wurde er mindestens seit 1771 – aus diesem Jahr stammt der älteste Grabstein – bis zum Jahr 1936. In den 1990er Jahren wurde der bis dahin stark vernachlässigte Begräbnisplatz wieder hergerichtet. Seit 1984 ist der Friedhof ein Baudenkmal.